# Elleanthus malpighiiflorus
Elleanthus malpighiiflorus är en orkidéart som beskrevs av Germán Carnevali och Gustavo Adolfo Romero. Elleanthus malpighiiflorus ingår i släktet Elleanthus och familjen orkidéer. Inga underarter finns listade i Catalogue of Life.